# Nicole Fox
Nicole Arianna Fox, född den 6 mars 1991 i Louisville, Colorado, är en amerikansk fotomodell. Hon vann den trettonde säsongen av America's Next Top Model.